# Atletismo nos Jogos Pan-Americanos de 1971 - Arremesso de peso masculino
A prova do arremesso de peso masculino nos Jogos Pan-Americanos de 1971 foi realizada em Cali, Colômbia.

## Medalhistas
| Ouro                            | Prata                        | Bronze                    |
| Al Feuerbach USA Estados Unidos | Karl Salb USA Estados Unidos | Michael Mercer CAN Canadá |

## Resultados
| Posição           | Nome                | Nacionalidade      | Marca | Notas |
| ----------------- | ------------------- | ------------------ | ----- | ----- |
| Medalha de ouro   | Al Feuerbach        | USA Estados Unidos | 19.76 |       |
| Medalha de prata  | Karl Salb           | USA Estados Unidos | 19.10 |       |
| Medalha de bronze | Michael Mercer      | CAN Canadá         | 18.01 |       |
| 4                 | José Carlos Jacques | BRA Brasil         | 17.32 |       |
| 5                 | Mario Peretti       | ARG Argentina      | 16.23 |       |
| 6                 | Benigno Hodelín     | CUB Cuba           | 16.21 |       |
| 7                 | Jorge Marrero       | PUR Porto Rico     | 15.02 |       |
| 8                 | Wilfred Burgos      | SUR Suriname       | 14.28 |       |